# Jákup Jógvansson
Jákup Jógvansson lagmand på Færøerne fra 1677 til 1679.
Jákup Jógvansson var færing og søn af tidligere lagmand Jógvan Poulsen. Jógvansson havde tidligere været sysselmand på Sandoy. Han boede på og drev gården Dalsgarður i bygden Skálavík.